# 태평양 의무대응사령부
태평양 의무대응사령부(영어: Medical Readiness Command - Pacific (MRC-P))는 미국 육군 의무사령부의 태평양 지역사령부이다. 태평양에 퍼져있는 미국 육군의 의료기관을 운영과 의무부대에 대한 지휘통제를 맡고 있다.

## 조직

### 기관
- 바셋 육군지역병원(Bassett Army Community Hospital)
- 매디간 육군의로소(영어판)
- 트리플러 육군의로소(영어판)
- 데스먼드 T. 도스 보건소(Desmond T. Doss Health Clinic)
- 일본 의무처(MEDDAC-Japan)

### 부대
PHAPublic Health Activity→공중보건처
DENTACDental Activity→치의처
- 제65의무여단
- 태평양 공중보건사령부(PHC-P)
  - 괌 공중보건처(PHA-Guam)
  - 하와이 공중보건처(PHA-Hawaii)
  - 일본 보건처 "Samurai Dogs" (PHA-Japan)[1]
  - 대한민국 보건처/제106의무분견대 (수의근무지원) "Dragon Dogs"
  - 샌디에고 공중보건처(PHA-San Diego)
  - 포트 루이스 공중보건처(PHA-Fort Lewis)
- 태평양 치의보건사령부(DHC-P)
  - 루이스-맥코드 합동기지 치의처(DENTAC JBLM)
  - 알래스카 치의처(DENTAC Alaska)
  - 주일 치의처(DENTAC Japan)
  - 주한 치의처(DENTAC Korea)/제618의무중대 (치의)
  - 하와이 치의처(DENTAC Hawaii)

## 참고
1. ↑  “Public Health Activity - Japan History” (PDF). 2012년 7월 12일. 2023년 8월 16일에 확인함.